# Lance Stroll
Lance Strulovitch (født d. 29. oktober 1998), bedre kendt som Lance Stroll, er en canadisk-belgisk racerkører, som kører for Formel 1-holdet Aston Martin. Han opnåede sit første podium i Formel 1 ved Aserbajdsjans Grand Prix 2017, og blev hermed den næstyngste kører nogensinde til at opnå et podium i rækken, kun bag ved Max Verstappen.

## Baggrund
Lance Stroll er søn af den canadiske milliardær forretningsmanden Lawrence Stroll. Hans mor, modedesigninger Claire-Anne Callens, kommer fra Belgien, og Lance holder som resultat statsborgerskaber i begge lande.
Han er af jødisk afstamning gennem sin fars familie.

## Tidlige karriere

### Gokarts
Stroll begyndte i gokarts som 10-årig, og havde her stor succes, da han vandt flere lokale og nationale mesterskaber i Canada.

### Formel 4
Stroll rykkede i 2014 op i formelbiller, da han skiftede til det Italienske Formel 4 mesterskab. Han imponerede stort her, da han vandt mesterskabet i sin debutsæson.

### Formel 3
Stroll rykkede i 2015 op i Formel 3 mesterskabet. Han konkurrerede her imod flere fremtidige Formel 1-kørere som Antonio Giovinazzi, Charles Leclerc, George Russell og Alex Albon. Stroll sluttede sæsonen på femtepladsen, med en enkelt sejr i sæsonen.
Stroll fortsatte i Formel 3 i 2016, og denne gang gik det bedre for Stroll, som vandt mesterskabet i overbevise stil.

## Formel 1-karriere

### Williams
Stroll var i 2016 sæsonen testkører for Williams, sideløbende med at han kørte Formel 3.

#### 2017
Det blev i november 2016 annonceret, at Stroll ville køre for Williams i 2017 sæsonen, og hermed ville han tage det utraditionelle spring direkte fra Formel 3 til Formel 1. Han blev i sin alder af 18 år ved sæsonens start, den næstyngste kører i Formel 1 nogensinde, kun bag Verstappen. Han havde en god debutsæson i Formel 1, og opnåede ved Aserbajdsjans Grand Prix sit første podium, og blev hermed den næstyngste kører til at komme på podiumet nogensinde. Han sluttede sæsonen på tolvtepladsen i kørermesterskabet.

#### 2018
Stroll fortsatte hos Williams i 2018 sæsonen. 2018 var dog en meget ringe sæson for Williams, som var blandt de langsomste. Stroll opnåede kun 6 point i sæsonen, og sluttede på attendepladsen, dog det var markant bedre end hans holdkammerat Sergej Sirotkin.

### Racing Point

#### 2019
Stroll skiftede ved 2019 sæsonen til Racing Point, efter at en gruppe ledt af hans far, Lawrence Stroll, havde købt holdet i løbet af den forrige sæson. Han sluttede sin debutsæson hos Racing Point med 21 point på femtendepladsen. Dette var dog ikke ligefrem en succes, da hans holdkammerat Sergio Pérez i sæsonen scorede 52 point, og kvalificerede sig foran Stroll ved 18 ud af 21 ræs.

#### 2020
Stroll fortsatte i 2020 sæsonen med Racing Point. 2020 ville blive en markant bedre sæson for Racing Point, da deres bil var markant mere konkurrencedygtig. Dette var dog ikke uden kontrovers, da mange hold følte, at de havde kopieret Mercedes, og som resultat blev bilen givet øgenavnet 'Pink Mercedes'. Stroll opnåede sit andet karriere podium ved Italiens Grand Prix, hvor han sluttede på tredjepladsen. Ved Tyrkiets Grand Prix kom Stroll på pole position for første gang i sin karriere. Han sluttede sæsonen på elvtepladsen med 75 point.

### Aston Martin

#### 2021
Racing Point skiftede navn til Aston Martin før 2021 sæsonen. Sæsonen var dog rimelig anonym for Stroll, da sæsonens bedste placering var en sjetteplads ved Qatars Grand Prix. Han sluttede sæsonen på trettendepladsen.

#### 2022
Stroll fortsatte med Aston Martin i 2022 sæsonen. 2022 var lidt den samme fortælling som 2022, og Stroll måtte nøjes med 18 point på femtendepladsen i sæsonen.

#### 2023
Stroll forstætter med Aston Martin i 2023 sæsonen.